# Inachidae
Inachidae is een familie uit de infraorde krabben (Brachyura). Tot deze familie behoren onder andere de sponspootkrabben en de hooiwagenkrabben. Acht soorten kunnen voor de Belgische en Nederlandse kust voorkomen.

## Systematiek
De Inachinae was vroeger een onderfamilie van de Majidae. Daarna heeft elk van die onderfamilies de status van familie gekregen (Martin & Davis, 2001). Tegenwoordig zijn er drie onderfamilies en meerdere geslachten ingedeeld:

### Onderfamilies
- Eucinetopinae Števčić, 2005
- Inachinae MacLeay, 1838
- Podochelinae Neumann, 1878

### Geslachten
- Achaeopsis Stimpson, 1857
- Anomalothir Miers, 1879
- Bothromaia Williams & Moffitt, 1991
- Calypsachaeus Manning & Holthuis, 1981
- Camposcia Latreille, 1829
- Capartiella Manning & Holthuis, 1981
- Chalaroachaeus de Man, 1902
- Chorinachus Griffin & Tranter, 1986
- Ephippias Rathbun, 1918
- Ergasticus A. Milne-Edwards, 1882
- Erileptus Rathbun, 1893
- Grypachaeus Alcock, 1895
- Litosus Loh & Ng, 1999
- Metoporhaphis Stimpson, 1860
- Oncinopus De Haan, 1839
- Paratymolus Miers, 1879
- Physachaeus Alcock, 1895
- Podochela Stimpson, 1860
- Prosphorachaeus Takeda & Miyake, 1969
- Rhinospinosa Griffin & Tranter, 1986
- Stenorhynchus Lamarck, 1818
- Sunipea Griffin & Tranter, 1986

## In Nederland waargenomen soorten
- Genus: Achaeus
  - Achaeus cranchii - (Wratoogkrab)
- Genus: Inachus
  - Inachus dorsettensis - (Gestekelde Sponspootkrab)
  - Inachus phalangium - (Gladde Sponspootkrab)
- Genus: Macropodia
  - Macropodia parva - (Kleine Hooiwagenkrab)
  - Macropodia rostrata - (Gewone hooiwagenkrab)
  - Macropodia tenuirostris - (Grote Hooiwagenkrab)